# Saint-Champ
Saint-Champ era una comuna francesa situada en el departamento de Ain, de la región de Auvernia-Ródano-Alpes, que el uno de enero de 2019 pasó a ser una comuna delegada de la comuna nueva de Magnieu.
Los habitantes se llaman Sansolians.

## Geografía
Está ubicada en el sureste del departamento, al este de Belley.

## Demografía
| 131 | 110 | 98 | 127 | 143 | 132 | 137 | 162 |
| Para los censos de 1962 a 1999 la población legal corresponde a la población sin duplicidades (Fuente: INSEE [Consultar]) |     |    |     |     |     |     |     |